# غیرمرگبار
غیرمرگبار (به انگلیسی: Barely Lethal) فیلمی محصول سال ۲۰۱۵ ایالات متحده آمریکا به کارگردانی کایل نیومن است. در این فیلم بازیگرانی همچون هیلی استاینفلد، سوفی ترنر، جسیکا آلبا، ساموئل ال. جکسون، توماس من، داو کامرون، راب هیوبل، توبی سباستین، گابریل باسو، جیمی کینگ، راچل هاریس، الکساندرا کرازنی، دن فوگلر، استیو-او، فینسی میتچل و توفر گریس ایفای نقش کرده‌اند.